# 吳尚英 (女)
吳尚英，1920年代中國大陸粤劇女文武生。她是漳澎“雙英倩影”女戲班的文武生。雙英倩影女戏班因班主吳星房的兩個女兒吳國英（花旦）、吳尚英（文武生）而得 名。戲班演出長達12年，在1933因吳國英结婚才散班。